# روبن رايت
روبن رايت (بالإنجليزية: Robin Wright)‏ هي صحفية أمريكية، ولدت في 1948.

## وصلات خارجية
- روبن رايت على موقع IMDb (الإنجليزية)
- روبن رايت على موقع قاعدة بيانات الفيلم (الإنجليزية)